# Abzeichen der Teilnehmer des Friedenstreffens der deutschen Jugend in Berlin

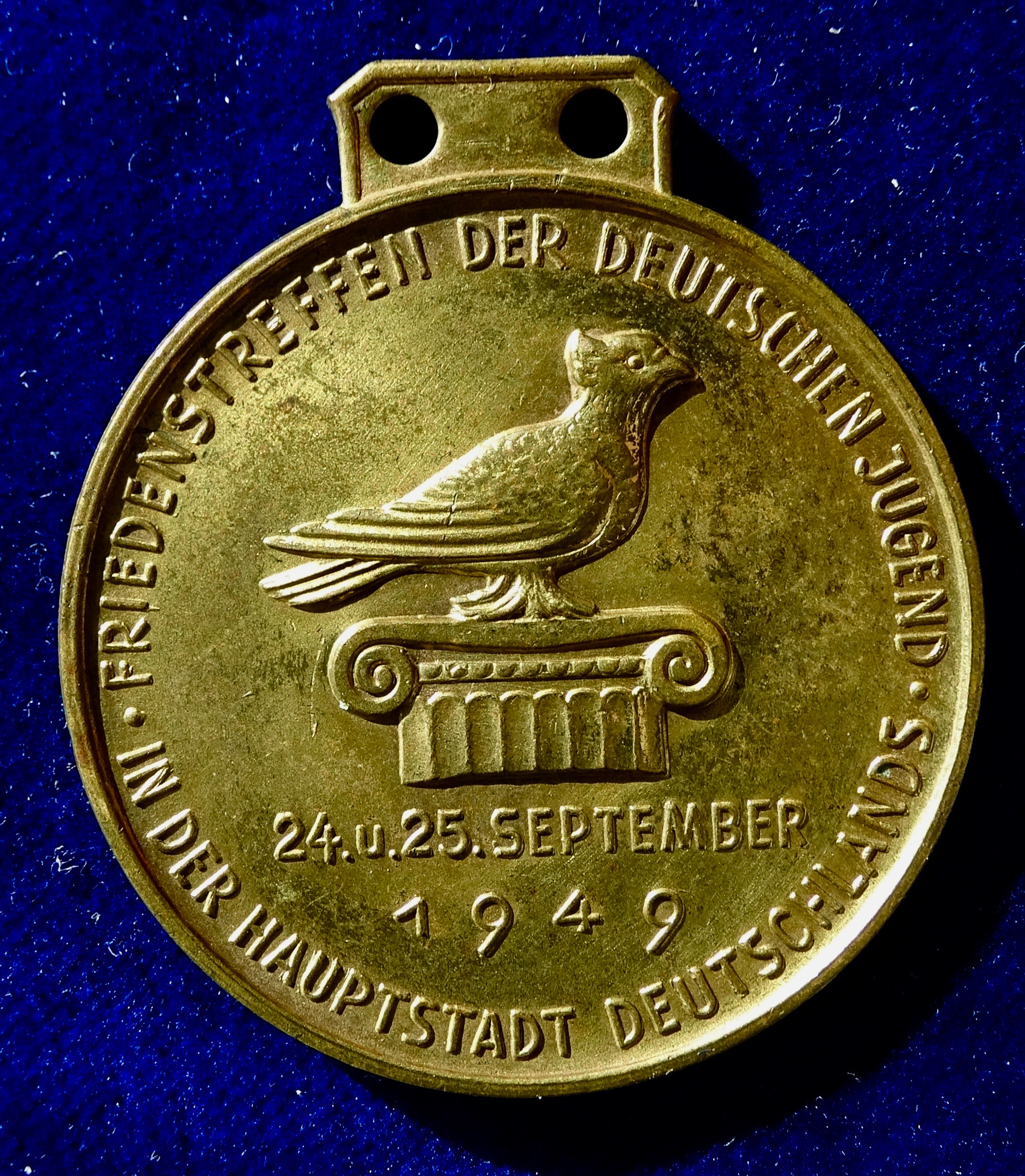
Vorderseite der Teilnehmermedaille

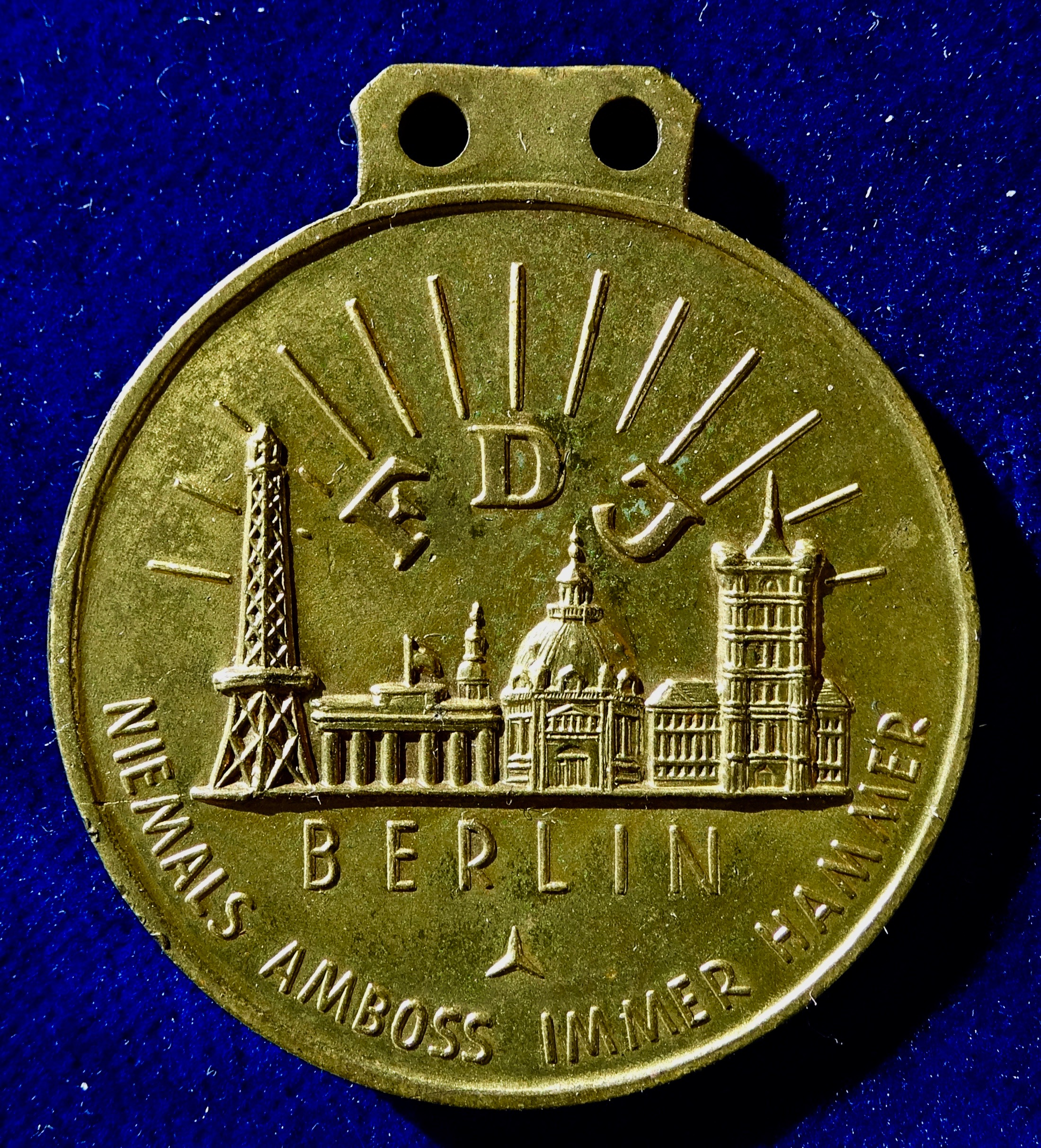
Rückseite

Das Abzeichen der Teilnehmer des Friedenstreffens der deutschen Jugend in Berlin war eine Auszeichnung der Freien Deutschen Jugend (FDJ) in der  Sowjetischen Besatzungszone, welches an alle FDJ-Jugenddelegationen des Friedenstreffens der FDJ am 24. und 25. September 1949 in Berlin verliehen wurde. Nach Gründung der DDR hatte dieses Abzeichen den Status einer nichtstaatlichen Auszeichnung. 

## Aussehen und Trageweise
Das Abzeichen hat die Form einer goldenen Medaille mit 40 mm Durchmesser und zeigt auf ihrem Avers mittig eine Friedenstaube auf einem Säulenfragment. Unter diesen ist die zweizeilige Inschrift: 25. SEPTEMBER / 1949 zu lesen. Umschlossen wird diese Symbolik von der Umschrift: FRIEDENSTREFFEN DER DEUTSCHEN JUGEND IN DER HAUPTSTADT DEUTSCHLANDS. Das Revers der Medaille zeigt hingegen mittig das Bildnis des Berliner Funkturms, des Brandenburger Tors, den Berliner Dom sowie das Rote Rathaus vor symbolisierten Sonnenstrahlen. Über der Symbolik prangt die Inschrift FDJ sowie darunter der Namenszug BERLIN. Umschlossen wird das Ganze mit der halbkreisförmigen Umschrift: NIEMALS AMBOSS IMMER HAMMER. Getragen wurde das Abzeichen an einer Lederschnur oder aus selbstgedrehten Bändchen in den Farben Schwarz-Rot-Gold.